# Guspires de Sants
Guspires de Sants és una colla de diables que es va fundar l'any 2005 al barri de Sants perquè els menors d'edat poguessin participar activament en les festes de foc. Dos anys després s'hi va afegir una secció per a membres de més de divuit anys. A banda aquests dos grups, el de diables adults i el d'infantils, el 2013 va néixer un grup de tabalers que en va substituir un d'anterior. El març d'aquell any s'hi va incorporar la quimera Loki, una bèstia de foc amb cap de lleó, cos de cabra i cua de serp. La vestimenta dels diables és de color negre amb flames vermelles i mocador al cap, també vermell. Pel que fa als adults, cada membre de la colla pot dissenyar-se el vestit.
Les Guspires de Sants organitzen cada any la Nit de Bruixes i la Festa de Primavera. La primera es fa l'últim cap de setmana del mes d'octubre, prop de Tots Sants, per celebrar l'aniversari de la creació de la colla, i va completament a càrrec de la secció infantil. La Festa de la Primavera se celebra amb l'arribada de l'estació, com una invitació al barri a reactivar la vida cultural i els espectacles de carrer. Així mateix, la colla col·labora habitualment amb les entitats de Sants dedicades a la cultura popular i tradicional.